# البطولة الوطنية المجرية
البطولة الوطنية المجرية (بالمجرية:Magyar labdarúgó-bajnokság) هي الدرجة الممتازة لكرة القدم في المجر، ويشارك في الدوري الممتاز 16 نادي. وتم تأسيسه في عام 1901.